# Bryum joannis-meyeri
Bryum joannis-meyeri är en bladmossart som beskrevs av C. Müller 1900. Bryum joannis-meyeri ingår i släktet bryummossor, och familjen Bryaceae. Inga underarter finns listade i Catalogue of Life.